# Cash Group

Das Cash Group-Logo symbolisiert mit seiner Farbgebung die fünf Gründungsgesellschaften.
1. FC0 Commerzbank
2. 006 Deutsche Bank
3. 090 Dresdner Bank
4. 003 Hypovereinsbank
5. 009 Postbank

Die Cash Group ist ein seit 1998 bestehender Zusammenschluss mehrerer privater Kreditinstitute in Deutschland mit dem Ziel, den eigenen Kunden gebührenfreie Geldabhebungen mittels Girocard oder Bankkarte an Geldautomaten der Mitgliedsunternehmen zu ermöglichen.

## Gründung
Die Gründung war eine Antwort auf die Kündigung der sogenannten Höchstentgeltvereinbarung bezüglich der Geldautomaten-Entgelte durch die Sparkassen-Finanzgruppe 1997. Die Sparkassen, welche 45 % der Geldautomaten in Deutschland betrieben, wollten eine Erhöhung der Entgelte durchsetzen, welche seinerzeit 4 DM betrugen. Nachdem dies durch das Bundeskartellamt keine Unterstützung gefunden hatte, wurden die Entgelte durch den jeweiligen Geldautomatenbetreiber frei festgesetzt und an den verfügenden Kunden weiterbelastet.
Mit der EU-Preisverordnung 2560/2001, mit welcher die Entgeltgleichheit für Transaktionen innerhalb der EU in EURO mit vergleichbaren inländischen Transaktionen vorgeschrieben wurde, wurde das sogenannte Interbankenentgelt eingeführt. Hiernach war die Gebühr, die der Kunde zu zahlen hatte, durch seine jeweilige Hausbank festzulegen. Das Interbankenentgelt, das der Geldautomatenbetreiber der Hausbank des verfügenden Kunden in Rechnung stellte, konnte nach der EU-Verordnung 2560/2001 somit nicht mehr an den Kunden weiterbelastet werden. Damit war ein Wettbewerb unter den Geldautomatenanbietern nicht mehr möglich. Dies führte dazu, dass die Interbankenentgelte für Fremdverfügungen stark anstiegen.
Zwischen 2011 und 2021 wurde auf der Website der Cash Group eine Zahl von ca. 9.000 kostenlos nutzbaren Geldautomaten genannt, worin auch die Möglichkeit des kostenlosen Bargeldbezugs an den Kassen von rund 1.300 Shell-Tankstellen enthalten war. Infolge der Schließung zahlreicher Filialen und des Wegfalls der Auszahlungsmöglichkeit an Shell-Tankstellen zum 1. Juli 2025 ist die Zahl deutlich gesunken. Derzeit betreiben die an der Cash Group beteiligten Banken noch mehr als 4.500 der ca. 50.000 in Deutschland vorhandenen Geldautomaten (Stand: August 2025). Im Ausland können Kunden einzelner Mitgliedsinstitute weitere Geldautomaten von Kooperationspartnern oder eigenen Filialen der Muttergesellschaft kostenlos nutzen. Davon profitieren vereinzelt auch Kunden anderer Mitglieder der Cash Group. Beispiele hierfür sind die kostenlose Nutzung der Geldautomaten der Unicredit Bank Austria, der italienischen Unicredit Banca und rumänischen Unicredit Țiriac Bank für Kunden der deutschen Unicredit Bank oder die Nutzung der Geldautomaten der Deutschen Bank in Italien und Spanien auch für Kunden anderer Cash Group-Mitglieder, wie etwa der Commerzbank.

## Vergleich mit anderen Gruppen
- Die Kreditinstitute der Sparkassen-Finanzgruppe betreiben 19.650 Geldautomaten deutschlandweit (Stand 2023).[5]
- Das Bankcard-Servicenetz der dem Bundesverband der Deutschen Volksbanken und Raiffeisenbanken angehörenden Kreditinstitute verfügt deutschlandweit über 14.297 Geldautomaten (Stand 2024).[6]
- Die im Cashpool zusammengeschlossenen Kreditinstitute betreiben rund 2.800 Geldautomaten (Stand 2024).[7]

## Aktuelle Mitglieder
Der Cash Group gehören folgende deutsche Banken an:
- Commerzbank (inklusive Marke Comdirect).
- Deutsche Bank (inklusive Marken Fyrst und Norisbank).
- Postbank, eine weitere Tochter der Deutschen Bank.
- Unicredit Bank (inklusive Marke Hypovereinsbank).

## Ehemalige Mitglieder bzw. Tochtergesellschaften

### Indirekt in der Cash Group verblieben
DB Privat- und FirmenkundenbankNach Verschmelzung mit Deutsche Bank Aktiengesellschaft mit dem 15. Mai 2020 ausgeschieden.
Deutsche PostbankDas Gründungsmitglied schied mit dem 25. Mai 2018 nach Verschmelzung mit der DB Privat- und Firmenkundenbank AG aus. Für Kunden der heutigen Marke Postbank im Deutsche-Bank-Konzern ist weiterhin die Nutzung der Cash Group gegeben.
Berliner BankDas Institut wurde Anfang 2007 Teil des Deutsche-Bank-Konzerns und war zuletzt Niederlassung der DB Privat- und Firmenkundenbank AG. Der eigenständige Markenauftritt wurde 2017 aufgegeben.
Comdirect BankNach Verschmelzung am 2. November 2020 mit der Commerzbank schied sie als deren ehemalige Tochtergesellschaft aus. Kunden der Marke Comdirect ist weiterhin die Nutzung der Cash Group möglich.
Dresdner BankÜbernahme durch die Commerzbank. Als Marke weiterbestehend für die Filiale der Commerzbank in Dresden am Altmarkt.
Advance BankDie Advance Bank war eine Tochtergesellschaft der Dresdner Bank und wurde im November 2003 mit dieser verschmolzen.
Bremer BankÜbernahme der Muttergesellschaft Dresdner Bank durch die Commerzbank.
Vereins- und WestbankDie Vereins- und Westbank war eine Tochtergesellschaft der Bayerische Hypo- und Vereinsbank Aktiengesellschaft (inzwischen Unicredit Bank GmbH) und wurde im Januar 2005 auf diese verschmolzen.

### Nicht mehr Teil der Cash Group
Oldenburgische LandesbankDie Oldenburgische Landesbank (OLB) war eine Tochter der ehemaligen Dresdner Bank und somit Teil des Allianz-Konzerns. Bei der Übernahme der Dresdner Bank durch die Commerzbank verblieb die OLB jedoch im Allianz-Konzern und ging nicht mit an die Commerzbank. Damit endete auch die offizielle Mitgliedschaft in der Cash Group. Seit April 2018 ist die OLB Mitglied im Cashpool.
Allianz BankDie Allianz Bank war eine rechtlich unselbständige Zweigniederlassung der Oldenburgischen Landesbank (OLB). Obwohl bei Gründung der Zweigniederlassung Allianz Bank im Juni 2009 die OLB noch Mitglied der Cash Group war, konnten die Geldautomaten der Allianz Bank nicht kostenlos genutzt werden. Dies war lediglich für eigene Kunden sowie für Kunden der OLB möglich. Später wurde jedoch zwischen dem Allianz-Konzern und den anderen Cash-Group-Banken eine entsprechende Vereinbarung getroffen, sodass ab Mitte 2010 Kunden aller Cash-Group-Banken die Geldautomaten der Allianz Bank kostenfrei nutzen konnten. Allerdings war die Allianz Bank weiterhin weder auf der Homepage der Cash Group als Mitglied aufgeführt noch wurden deren Geldautomaten in der Suchfunktion auf der Homepage angezeigt. Lediglich über die Suchfunktion auf der Homepage der Allianz Bank war eine Suche nach sämtlichen kostenfreien Geldautomaten möglich. Mit der Einstellung der Geschäftstätigkeit der Allianz Bank zum 30. Juni 2013 wurden auch die von ihr betriebenen Geldautomaten abgebaut.
W. Fortmann & SöhneDas Bankhaus W. Fortmann & Söhne war bis Ende 2014 eine selbständige Tochtergesellschaft der Oldenburgischen Landesbank (OLB). Zum 1. Januar 2015 wurde es eine unselbständige Zweigniederlassung der OLB, als die OLB noch offizielles Mitglied in der Cash Group war, nie selbst offizielles Mitglied und wird als solches auch nicht auf der Cash-Group-Homepage genannt. Der Geldautomat des Bankhauses war über die Suchfunktion auf der Homepage der Cash Group zu finden.
WestfalenbankDie Westfalenbank war bis 2006 eine Tochtergesellschaft der Bayerischen Hypo- und Vereinsbank und als solche Mitglied in der Cash Group. Nach Zerschlagung in mehrere Geschäftsbereiche und Verkauf an andere Unternehmen endete auch die Mitgliedschaft in der Cash Group.
Bankhaus C. L. SeeligerDas Bankhaus C. L. Seeliger gehörte bis 2006 zur Bayerischen Hypo- und Vereinsbank und war damit Mitglied der Cash Group. Anschließend wechselte es in den Cashpool.
Reuschel & Co.Die Bank gehörte bis 2009 zur Dresdner-Bank-Gruppe. Nach Übernahme durch die Conrad Hinrich Donner Bank schied die Bank Anfang April 2010 aus der Cash Group aus und wechselte in den Cashpool.
DAB BankAufgrund der Übernahme durch die BNP Paribas im Jahr 2014 schied die DAB Bank zum 1. Februar 2015 aus der Cash Group aus. Bargeldabhebungen an deutschen Geldautomaten der Cash-Group-Mitglieder blieben für Kunden der DAB Bank aber weiterhin kostenlos, da die Bank die anfallenden Gebühren übernahm.
Bankhaus NeelmeyerDas Bankhaus war eine Tochter der Vereins- und Westbank bzw. der Bayerischen Hypo- und Vereinsbank. Nach Übernahme durch die Bremer Kreditbank schied es zum 1. April 2017 aus der Cash Group aus.